# Zuidas

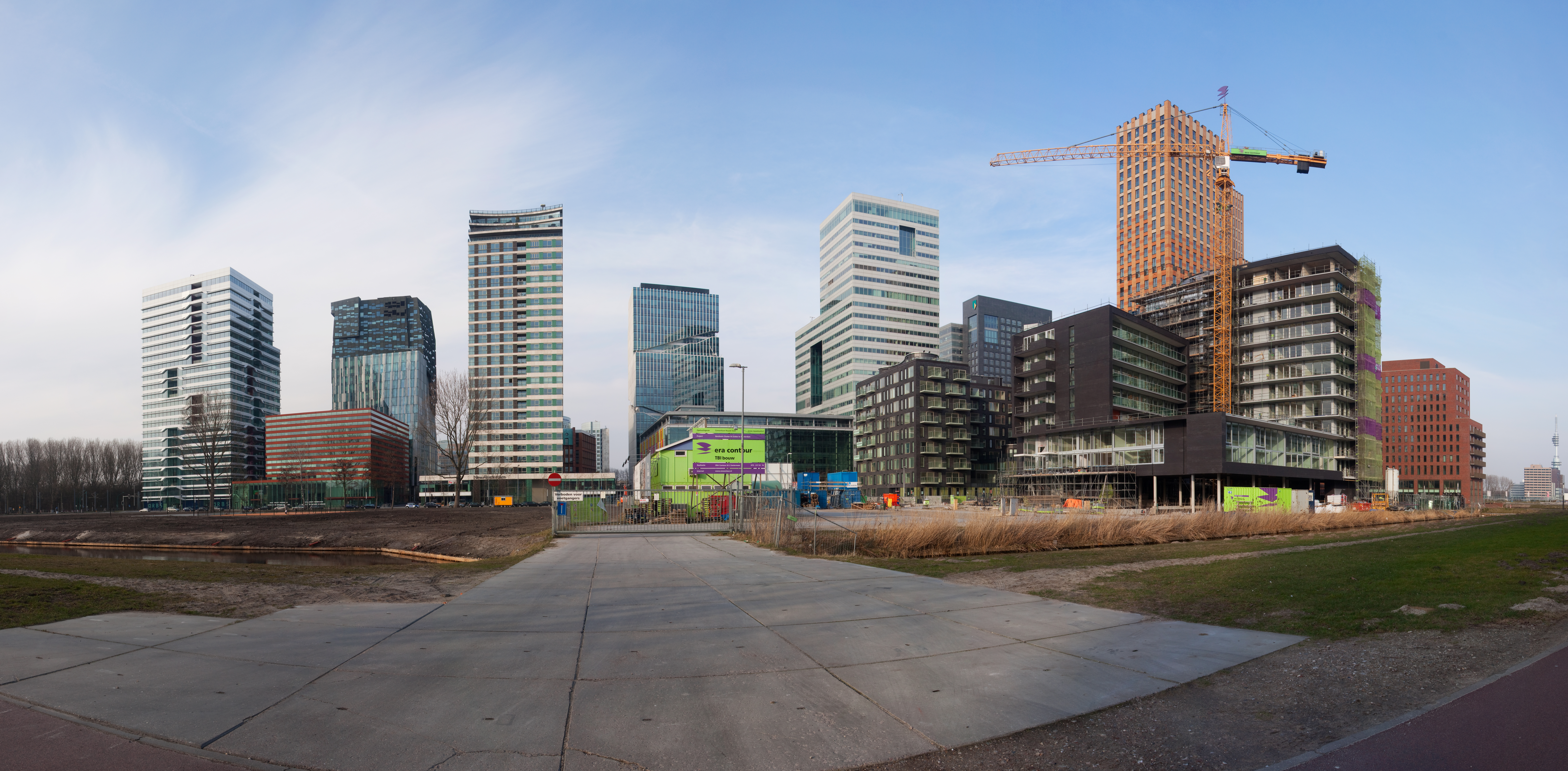
Zuidas

Lo Zuidas (letteralmente in lingua olandese significa Asse sud), detto anche "Miglio finanziario", è un centro direzionale che si sta sviluppando rapidamente ad Amsterdam, nei Paesi Bassi. Si trova tra i fiumi Amstel e Schinkel, lungo la circonvallazione A10.
Area influenzata durante la progettazione da La Défense di Parigi e da Canary Wharf di Londra, come grandezza può essere paragonata al Quartiere Nord (Noordruimte) di Bruxelles.
In futuro la stazione ferroviaria di Amsterdam-Zuid, situata nel centro del quartiere, diventerà la seconda stazione principale di Amsterdam e potrebbe diventare la 5ª stazione più trafficata dei Paesi Bassi; sarà connessa con treni ad alta velocità Thalys agli aeroporti di Schiphol, Rotterdam, Anversa, Bruxelles e Parigi. Sarà collegata anche con la rete ad alta velocità tedesca dei treni ICE via Utrecht e Arnhem.